# Еддінгтон (фільм)
«Еддінгтон» (англ. Eddington) — американський чорний комедійний вестерн, написаний і знятий Арі Астером. У ролях Хоакін Фенікс, Педро Паскаль, Емма Стоун, Люк Граймс та Остін Батлер.

## Синопсис
Сюжет розповідає про шерифа невеликого містечка Еддінгтон в Нью-Мексико, який прагне чогось більшого.

## Акторський склад
| Актор                    | Роль                    |
| ------------------------ | ----------------------- |
| Хоакін Фенікс            | Джо Кросс шериф         |
| Педро Паскаль            | Тед Гарсія мер          |
| Емма Стоун               | Луїза Кросс дружина Джо |
| Остін Батлер             | Вернон Джефферсон Пік   |
| Люк Граймс               | Guy                     |
| Дейрдре О'Коннелл        | Доун                    |
| Майкл Ворд               | Майкл                   |
| Кліфтон Коллінз-молодший | Лодж                    |

## Виробництво
Арі Астер написав сценарій для сучасного вестерну, який колись розглядав як свій режисерський дебют. Він стверджував, що намагався запустити виробництво фільму близько п'яти років, перш ніж перемкнувся на «Спадковість» і «Сонцестояння». Рекламуючи свій третій фільм «Усі страхи Бо», Астер зазначив, що його наступний фільм, швидше за все, буде вестерном, і що він оновив сценарій, щоб дія відбувалася під час пандемії COVID-19. Емма Стоун і Крістофер Ебботт були затверджені на головні ролі в січні 2023 року, і також Астер планував знову співпрацювати з Хоакіном Феніксом. У серпні 2023 року Астер і Фенікс шукали місця для зйомок у Нью-Мексико. У березні 2024 року Фенікс, Педро Паскаль, Люк Граймс, Дейрдре О'Коннелл, Майкл Ворд і Кліфтон Коллінз-молодший доєдналися до акторського складу, а Остін Батлер перебрав на себе роль Еббота.
Зйомки почалися 11 березня 2024 в Нью-Мексико  року і тривали до 17 травня.

## Випуск
Прем'єра відбулася на Каннському кінофестивалі 16 травня 2025 року. Вихід в прокат у США заплановано на 18 липня 2025 року.